# 알렉산데르 스투브
카이예란 알렉산데르 스투브(Cai-Göran Alexander Stubb, 1968년 4월 1일~)는 2024년 3월 1일 취임한 제13대 핀란드의 대통령이다. 2014부터 2015년까지 제43대 핀란드의 총리를 지낸 바 있다.
1968년 핀란드 헬싱키에서 스웨덴어 사용 핀란드인인 아버지와 핀란드어가 모국어인 어머니 사이에서 태어났다. 2004년에 실시된 핀란드 유럽 의회 의원 선거에서 국민연합당 소속으로 출마하여 당선되었다. 2008년 4월 4일부터 2011년 6월 22일까지 핀란드 외무부 장관을 지냈다.
2011년 4월 17일에 실시된 핀란드 의회 선거에서 원내 제1당이 된 국민연합당은 핀란드 사회민주당, 좌파동맹, 녹색동맹, 핀란드 스웨덴 인민당, 기독교민주당과 함께 연정을 구성했다. 이 과정에서 위르키 카타이넨이 핀란드의 총리로 취임했다. 2011년 6월 22일부터 2014년 6월 24일까지 핀란드 대외무역유럽부 장관으로 임명되었다.
2014년 6월 24일부터 2015년 5월 29일까지 위르키 카타이넨 총리의 뒤를 이어 핀란드의 총리를 지냈다. 중앙당 소속의 정치인인 유하 시필레가 핀란드의 총리로 임명된 2015년 5월 29일부터 2016년 6월 22일까지 핀란드 재무부 장관을 지냈다.
2024년 핀란드 대통령 선거에 출마하였다. 2024년 1월 28일 1차 투표에서 882,388표(27.21%)를 획득하여 1위로 결선에 진출하였고, 그해 2월 11일 결선 투표에서 1,575,444표(51.62%)를 획득하여 대통령에 당선되었다.

## 역대 선거 결과
| 선거명      | 직책명          | 대수 | 정당       | 1차 득표율 | 1차 득표수 | 2차 득표율 | 2차 득표수  | 결과 | 당락 |
| ----------- | --------------- | ---- | ---------- | ---------- | ---------- | ---------- | ----------- | ---- | ---- |
| 2024년 선거 | 핀란드의 대통령 | 13대 | 국민연합당 | 27.21%     | 882,388표  | 51.62%     | 1,575,444표 | 1위  |      |